# Laminilabrum breviaxe
Laminilabrum breviaxe is een slakkensoort uit de familie van de Laubierinidae. De wetenschappelijke naam van de soort is voor het eerst geldig gepubliceerd in 1961 door Kuroda & Habe.